# Bismil

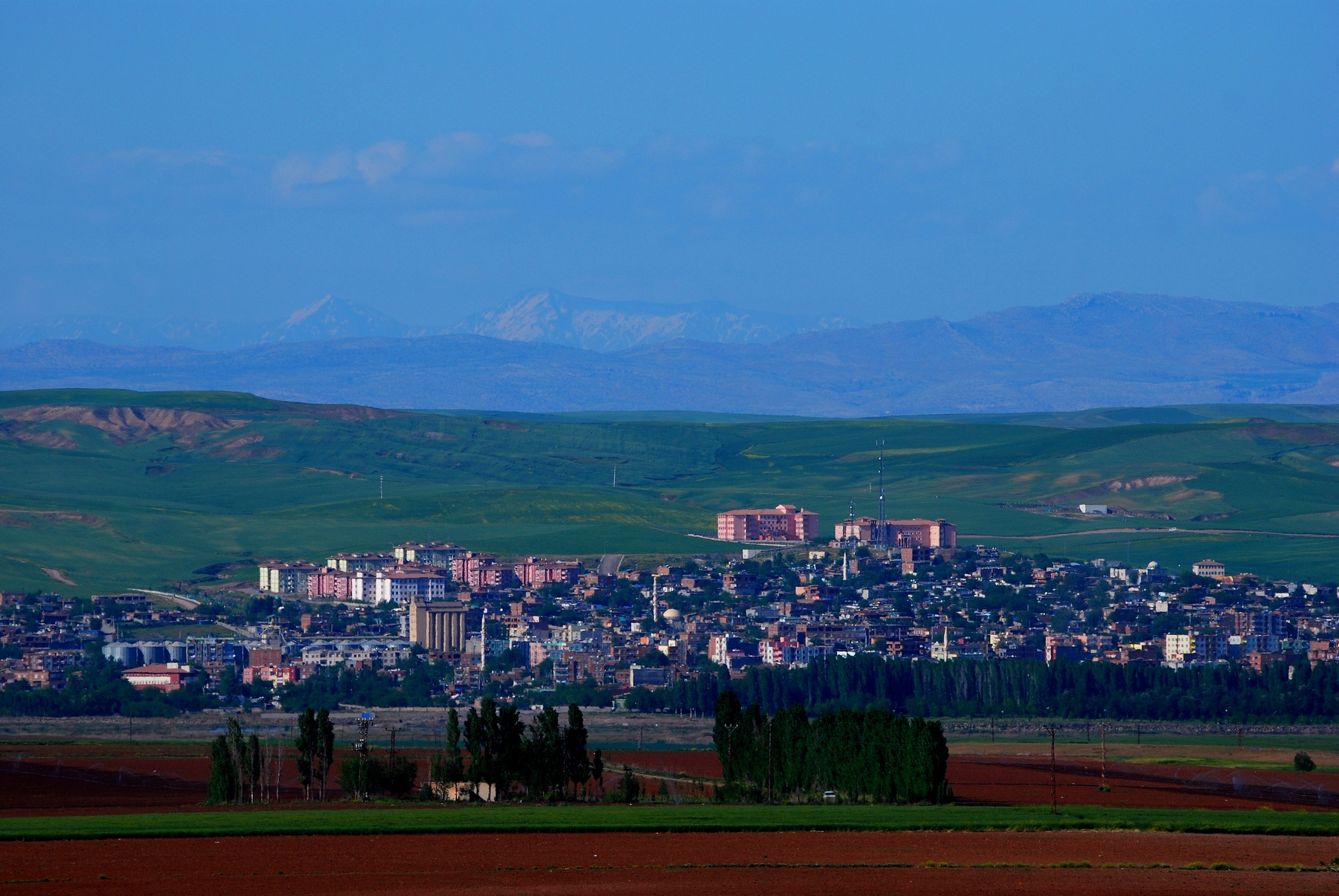
Bismil

Bismil är ett distrikt i Diyarbakirprovinsen i Turkiet. Befolkningsantalet är ca 57 000 (2010) och de flesta människorna i staden är kurder. Borgmästaren är Cemile Eminoğlu (HDP). 

## Kända personer
Den svensk-kurdiska komikern Özz Nûjen föddes i Bismil.